# Matt Orford

a Compétitions nationales et continentales officielles uniquement.

b Matchs officiels uniquement.
Matthew Orford, né le 22 avril 1978 à Gosford, est un joueur de rugby à XIII australien évoluant au poste de demi de mêlée dans les années 2000. Au cours de sa carrière, il a notamment le prix de meilleur joueur de National Rugby League en 2008. Il a évolué sous les couleurs de Northern Eagles, Melbourne Storm et Manly Sea Eagles où avec ce dernier il a le capitanat. Il a remporté la NRL en 2008 avec Manly. En 2010, il part en Angleterre pour les Bradford Bulls. L'année suivante, il retourne en Australie en signant pour les Canberra Raiders.